# Gamma Ø
Gamma Ø – niezamieszkana wyspa u wschodnich wybrzeży Grenlandii. Powierzchnia wyspy wynosi 236,2 km², a długość jej linii brzegowej to 88,8 km.